# Anolis sminthus
Anolis sminthus е вид влечуго от семейство Dactyloidae.

## Разпространение
Видът е разпространен в Никарагуа, Салвадор и Хондурас.